# Nový Hrozenkov
Nový Hrozenkov (dawn. niem. Neu-Traubendorf) – miasteczko w Czechach, w powiecie Vsetín, w kraju zlińskim. Według danych z dnia 1 stycznia 2012 liczyło 2724 mieszkańców.
Status miasteczka odzyskano w roku 2006.
W mieście urodził się seryjny zabójca, Hubert Pilčík.

## Galeria

Dawne zabudowania  - skansen Valašské muzeum v přírodě
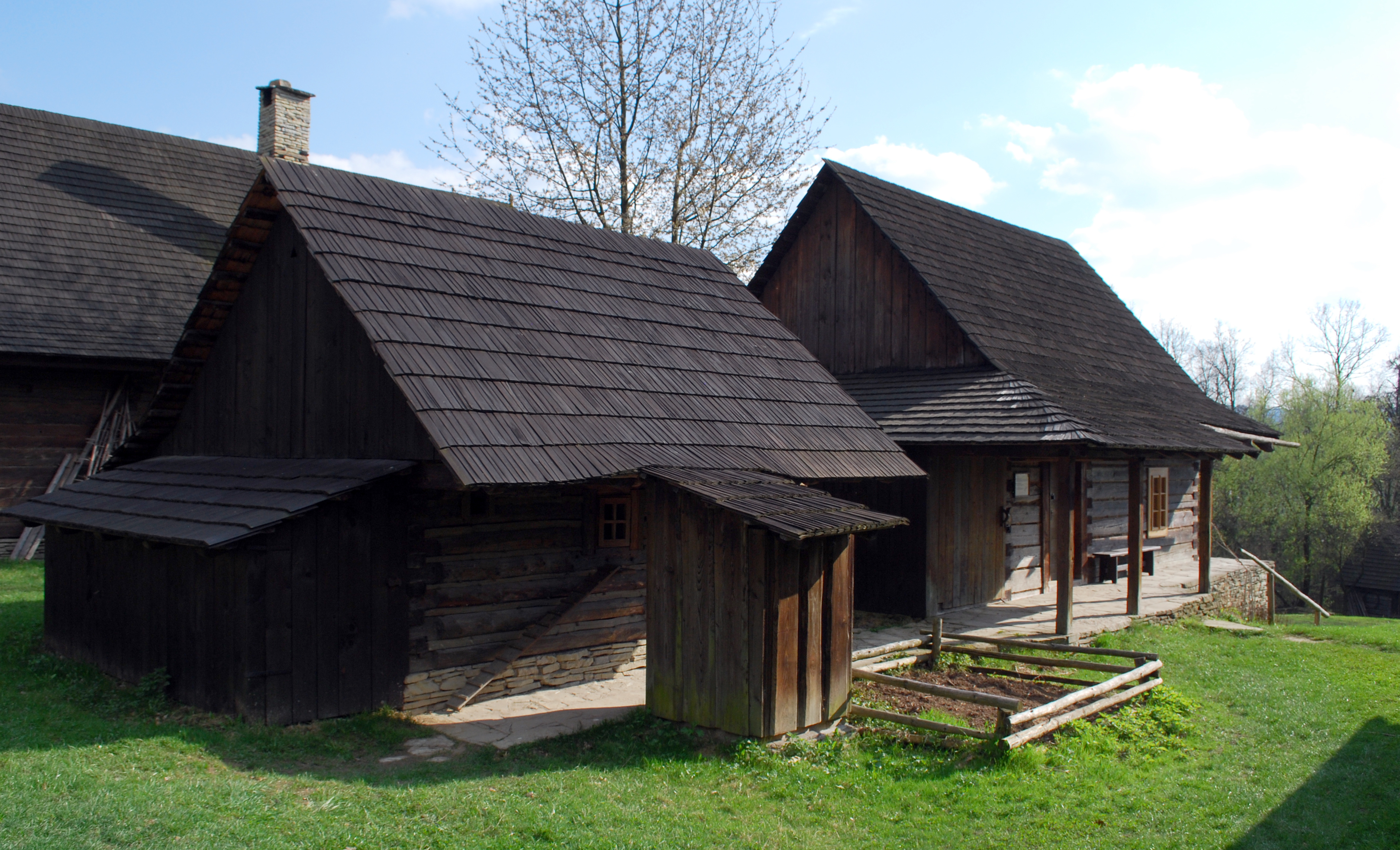
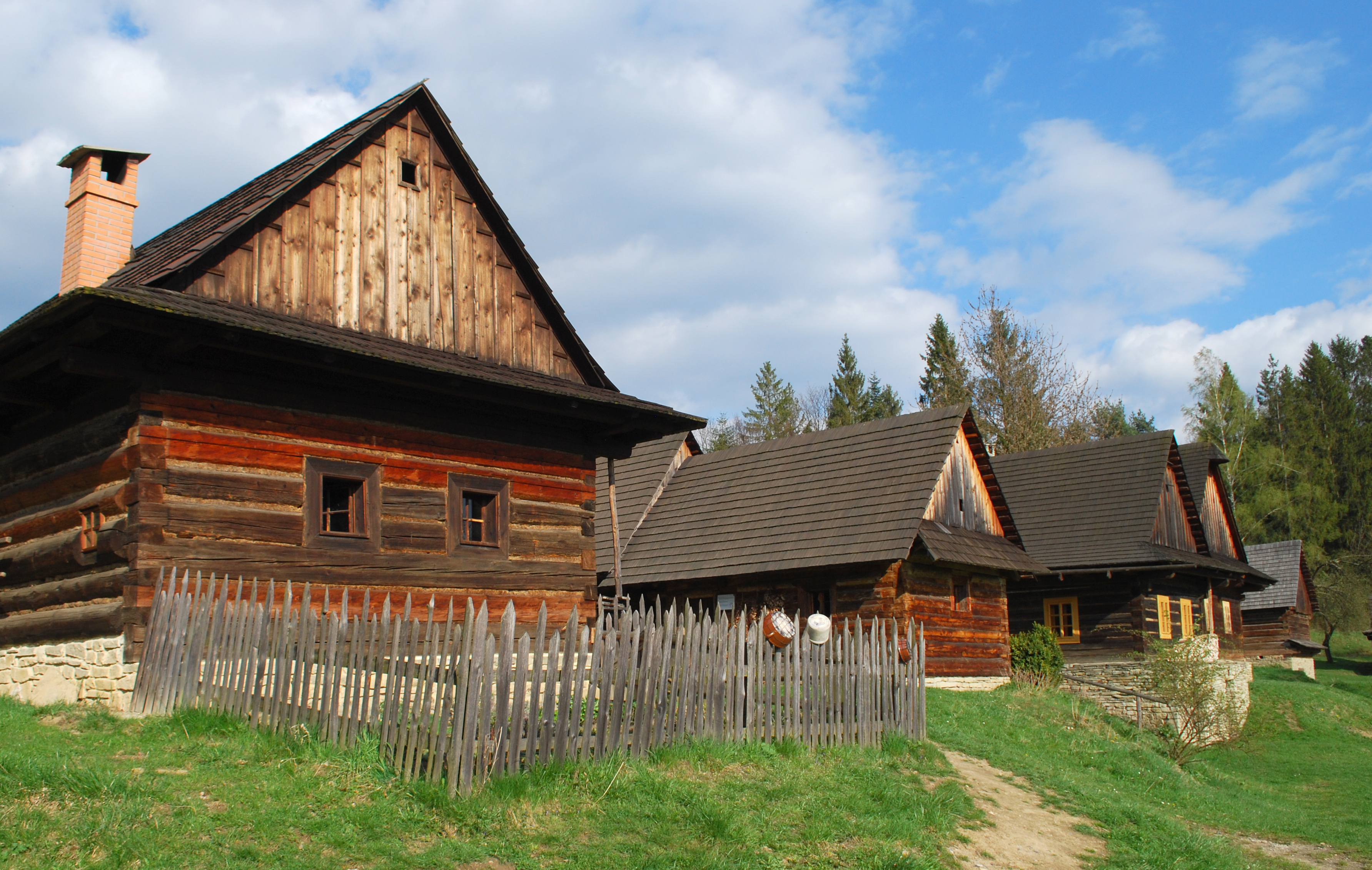
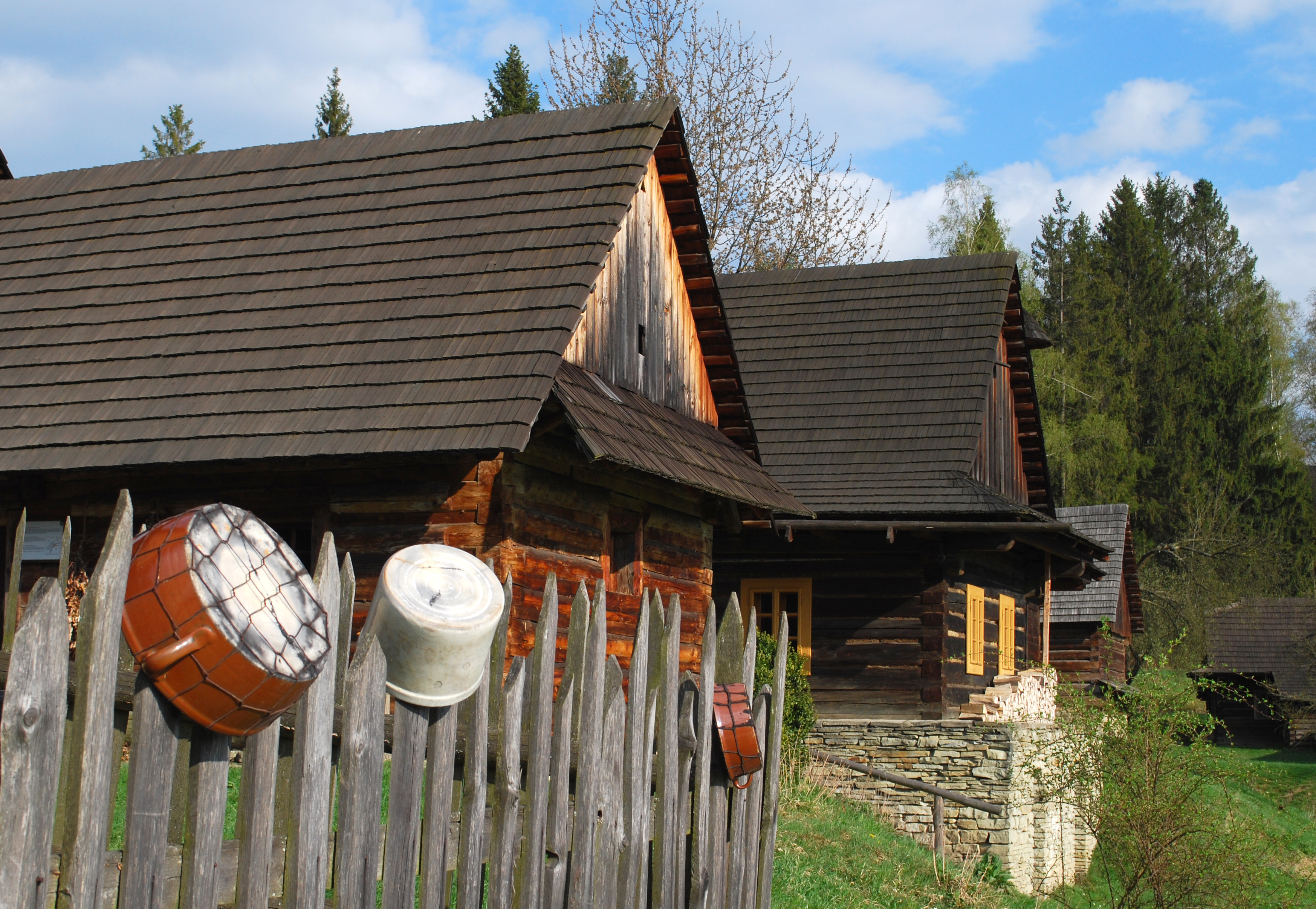
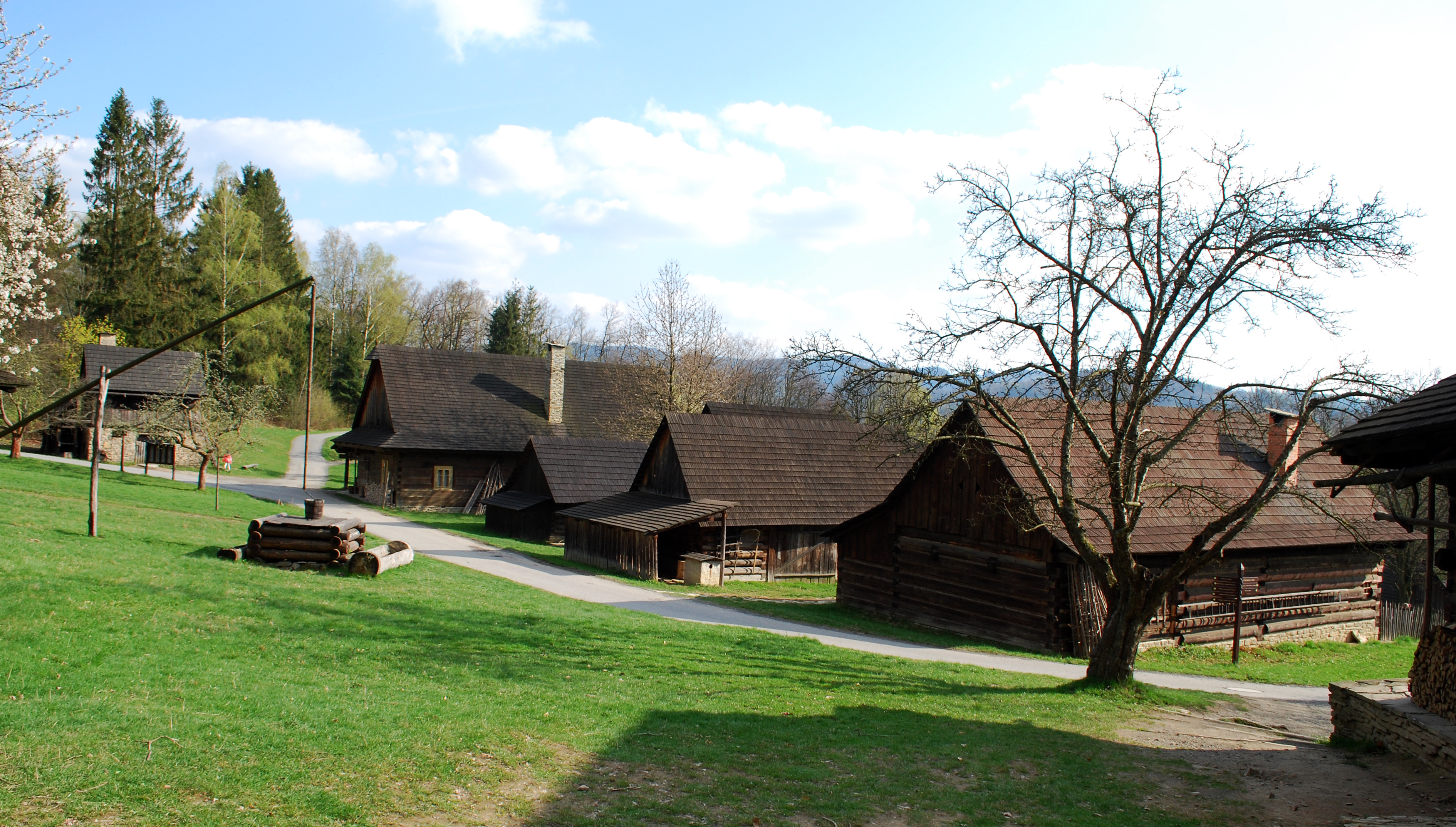
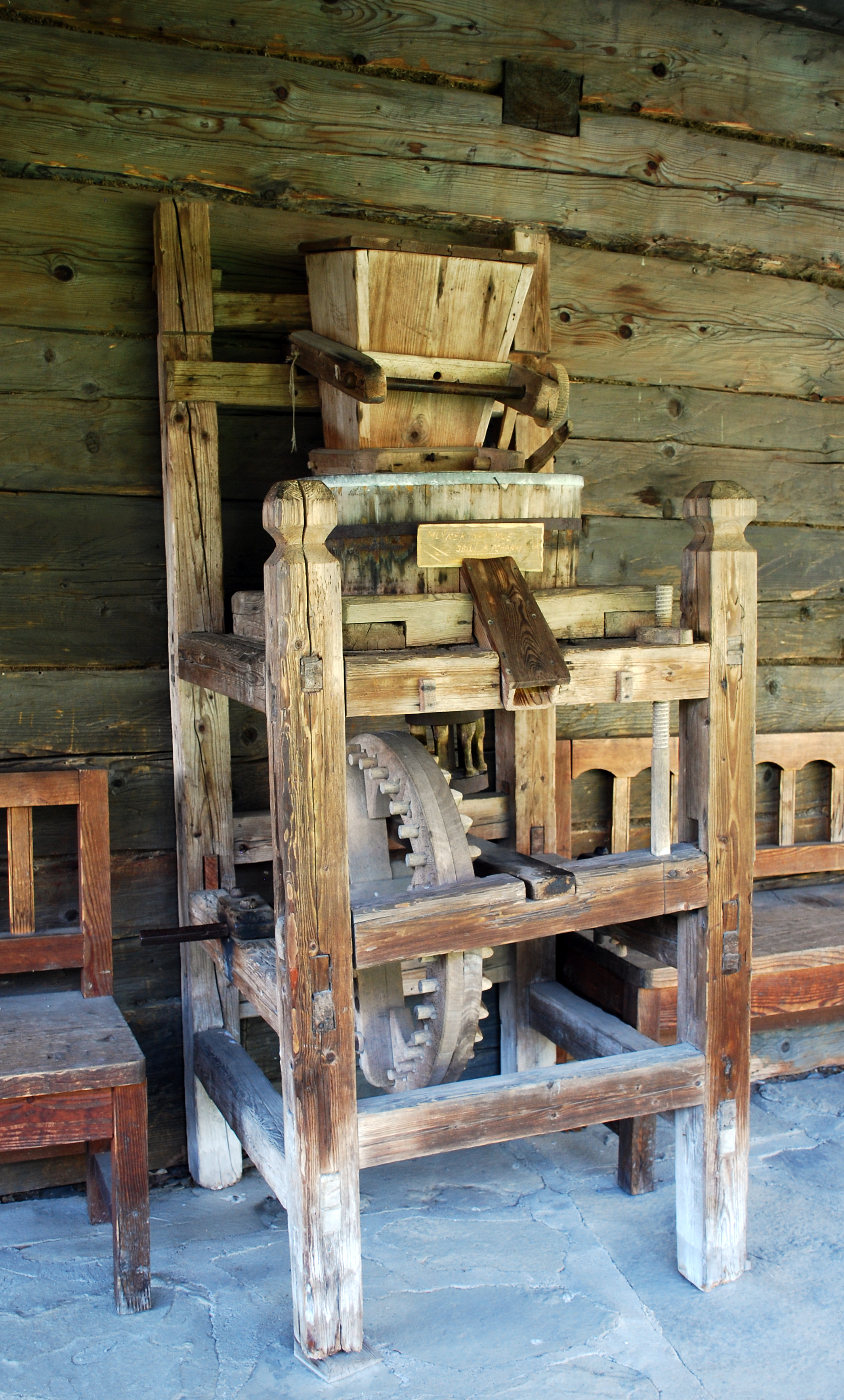